# Новый Калинов
Но́вый Кали́нов (укр. Нови́й Кали́нів) — город в Самборском районе Львовской области Украины. Административный центр Новокалиновской городской общины.

## История
Поселение было основано в середине XX века как военный городок для военнослужащих авиационной части и членов их семей. Поблизости от него расположен крупный военный аэродром.
Статус населённого пункта и посёлка городского типа с 2000 года. Статус города с 2005 года.
7-й полк армейской авиации
Под Новым Калиновым дислоцируется вертолётное соединение ВСУ — 7-й отдельный полк армейской авиации (Новый Калинов, Львовская область), в/ч А-3913, приданный 13-му армейскому корпусу ВСУ.
До распада СССР здесь базировался 340-й отдельный вертолётный полк Советской Армии, на основе которого и был сформирован 7-й ОП ВСУ, который в настоящее время насчитывает по одной эскадрилье Ми-24 и Ми-8 («Ми-26» 340-го ОТБВП были переданы на хранение).
Аэродром «Калинов» имеет твёрдое (железобетон) покрытие. Экипажи полка принимают участие в миротворческих миссиях ООН в Африке.

## Достопримечательности
- Клуб офицеров в центральной части города.
- Памятник участникам ликвидации аварии на Чернобыльской АЭС.
- Памятник погибшим в Афганской войне.
- Памятник погибшим участникам миротворческих операций ООН.
- Православная церковь.